# Clemens Berger (Schriftsteller)

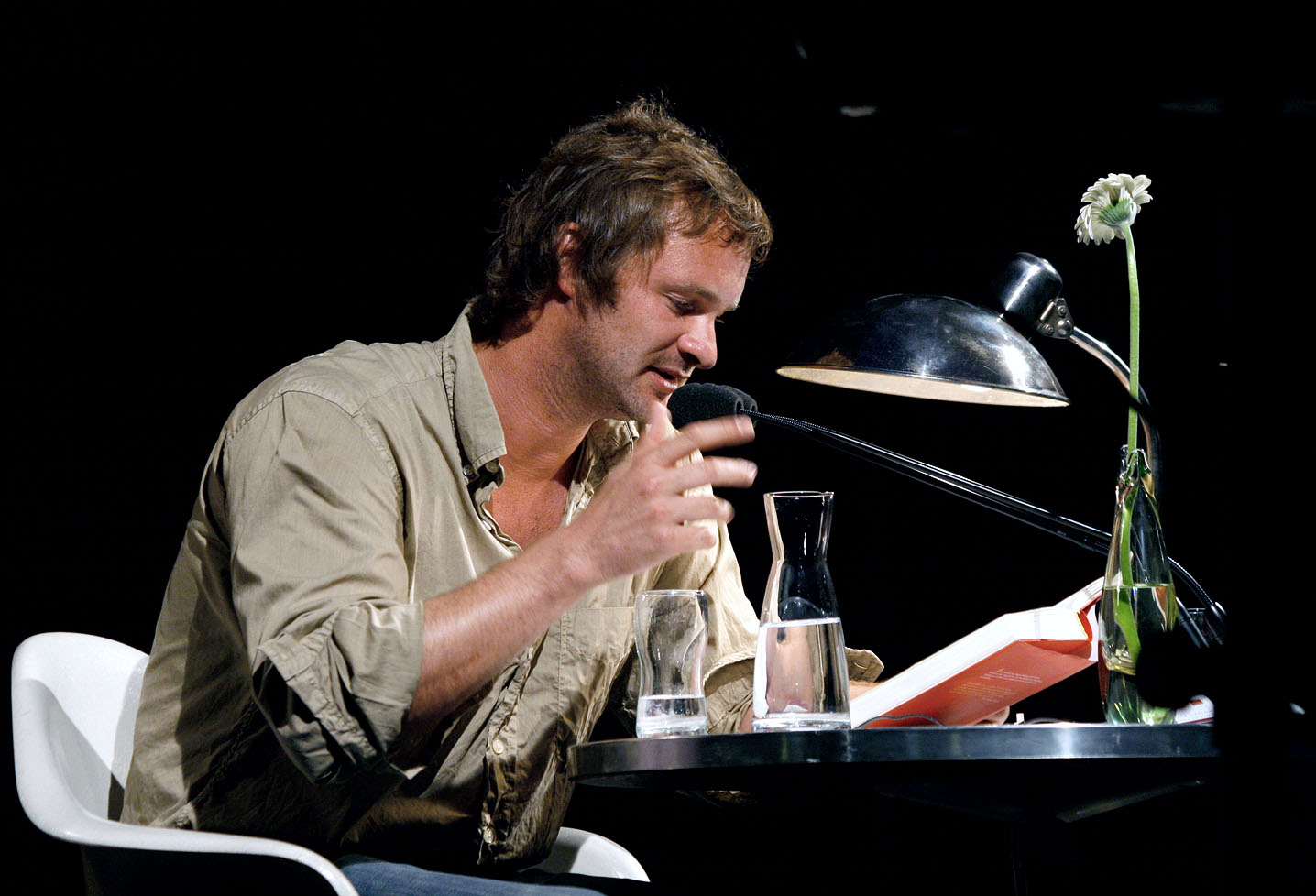
Clemens Berger (o-töne 2010)

Clemens Berger (* 20. Mai 1979 in Güssing) ist ein österreichischer Schriftsteller.

## Leben
Berger wuchs in Oberwart auf und studierte Philosophie sowie Publizistik in Wien, wo er heute als freier Schriftsteller lebt.

## Werke (Auswahl)
- Der gehängte Mönch. Erzählungen. edition lex liszt 12, Oberwart 2003, ISBN 978-3-901757-33-4.
- Paul Beers Beweis. Roman. Skarabäus Verlag, Innsbruck/Bozen/Wien 2005, ISBN 978-3-7082-3196-9.
- Die Wettesser. Roman. Skarabäus Verlag, Innsbruck/Bozen/Wien 2007, ISBN 978-3-7082-3219-5.
- Gatsch / Und Jetzt. Zwei Stücke. edition lex liszt 12, Oberwart 2009, ISBN 978-3-901757-85-3.
- Und hieb ihm das rechte Ohr ab. Erzählungen. Wallstein Verlag, Göttingen 2009, ISBN 978-3-8353-0473-4.
- Das Streichelinstitut. Roman. Wallstein Verlag, Göttingen 2010, ISBN 978-3-8353-0803-9.
- Ein Versprechen von Gegenwart. Roman. Luchterhand Literaturverlag, München 2013, ISBN 978-3-630-87410-4.
- Im Jahr des Panda. Roman. Luchterhand Literaturverlag, München 2016, ISBN 978-3-630-87531-6.
- Der Präsident. Roman. Residenz Verlag, Salzburg 2020, ISBN 978-3-7017-1733-0.

Theater
- Engel der Armen. Komödie. UA: 16. September 2011, Staatstheater Darmstadt, Kammerspiel.

## Hörbücher
- Und hieb ihm das rechte Ohr ab. Sprecher: Clemens Berger. Mono Verlag, Wien 2009.
- Das Streichelinstitut. Sprecher: Till Firit. Mono Verlag, Wien 2011, ISBN 978-3-902727-89-3.